# The Paramounts
The Paramounts waren een Britse beatband uit Southend-on-Sea, Essex. Ze hadden één hit met hun coverversie van Poison Ivy, die in 1964 nummer 35 bereikte in de UK Singles Chart, maar vooral bekend staat als de voorloper van Procol Harum.

## Bezetting
- Gary Brooker (keyboard en zang)
- Robin Trower (gitaar)
- Chris Copping (bas)
- Graham 'Diz' Derrick - (bas)
- Barrie James Wilson (drums)

## Carrière
De oorsprong van The Paramounts is onduidelijk. Ze werden ofwel gevormd als The Raiders in 1959 toen de leden op de middelbare school zaten, of ze waren een van de eerste samengestelde bands als de organisatoren van een bandwedstrijd in het Palace Hotel in Southend, waar ze een band formeerden uit de beste muzikanten in de wedstrijd. The Raiders bestonden uit Robin Trower en Chris Copping (gitaar), Mick Trower (leadzang, oudere broer van Robin Trower) en Gary Nicholls (drums, geboren 1945, overleden april 2007). De eerste bezetting van The Paramounts vanaf september 1960 was Gary Brooker (piano, ex-Johnny Short en The Coasters), Mick Brownlee (drums, geboren oktober 1943, Chiswick, West London overleden juni 2017, ex-Mickey Law en The Outlaws), Chris Copping (bas), Bob Scott (zang, ex-Bob Scott & the Clansmen) en Robin Trower (gitaar). Scott vertrok al snel en Brooker werd de zanger, maar aangezien hij nog maar 14 was, maakte dit het spelen in een vergunninghoudende ruimte moeilijk, dus begonnen ze op te treden in het café van Trowers vader, dat The Shades Club werd. Copping vertrok in december 1962 en Brownlee in september 1963 en werd vervangen door Diz Derrick (bas, geboren Grahame Derrick, 11 december 1944, Upminster, Essex) en B.J. Wilson (drums). Hun muzikale stijl evolueerde van hun oorspronkelijke r&b naar soul en in 1963 speelden ze regelmatig in Londen en werden ze gecontracteerd door Parlophone. Eind 1964 en begin 1965 hadden ze Phil Wainman op drums (geboren Philip Neil Wainman, 7 juni 1946, Hampton Court), die korte tijd Wilson verving die naar Jimmy Powell & de Five Dimensions ging. Hun eerste single Poison Ivy, geproduceerd door Ron Richards, was een cover van het lied van Leiber en Stoller, dat in 1959 een hit was geweest voor The Coasters. Het werd een kleine hit voor The Paramounts en bereikte nummer 35 in de UK Singles Chart, wat ertoe leidde dat ze te zien waren in tv-shows zoals Ready Steady Go!.

## Discografie

### Singles (Parlophone)
- 1963: Poison Ivy
- 1964: Little Bitty Pretty One
- 1964: I'm The One Who Loves You
- 1964: Bad Blood
- 1965: Blue Ribbons
- 1965: You never Had it So Good

### Ep's
- 1964: The Paramounts